# Хазорчашма (Раштский район)
Хазорчашма (тадж. Ҳазорчашма) — деха́ (сельский населённый пункт) в Раштском районе РРП Таджикистана. Входит в состав сельской общины (джамоата дехота) Хиджборак. Расстояние от села до центра района (пгт Гарм) — 27 км, до центра джамоата (село Хиджборак) — 57 км. Население — 458 человек (2017 г.), таджики. Население в основном занято сельским хозяйством (животноводство и растениводство). Земли орошаются главным образом водами горных источников.